# Anne-Margret Warberg
Anne-Margret Warberg, född 4 augusti 1929 i Göteborg, var en svensk viskompositör och vissångerska.
Redan under tonåren började Warberg skriva visor. Hon började med hyllnings- och nidvisor, men övergick i början av 60-talet till att skriva barnvisor. Dessa har hon själv framfört i mängder av tv- och radioprogram över hela Norden. Mest känd av hennes barnvisor är Min tand e lös. Den finns bland annat med på albumet Absolute Barnfavoriter från 2005. En annan av hennes mer kända visor är Lilla Vitsippa som givits ut på cd:n Barnvisor om naturen. Warberg var ledare inom sjöscouterna och skrev på uppdrag av tv-mannen Berndt Friberg ett antal sjömansvisor för barn som framfördes i en tv-serie som hette Se gla’ ut! På senare år har hon ägnat sig åt mer aktiva typer av barnvisor under rubrikerna Pusselbitar och Bildervisor och som blev mycket populär hos barnpubliken. Hon framträdde under flera år på dagis och förskolor med barnprogrammet Visburen.
Anne-Margret Warberg blev 1954 medlem av Visans Vänner.  Hon har gett ut tonsatta dikter som Knipplatösernas vals och Grön, gul och blå är vår sommar i boken Badgästtösa – ordmålade sommarbilder på eget förlag 1993.
Visor som hon sjungit in på skiva är bland andra Kjell Blumenthals Regn och Lennart och Sture Alléns Ringdans i Hakefjord. Den senare finns med på albumet Vårt hjärtas Bohuslän från 1993.